# الأوركسترا الإسرائيلية

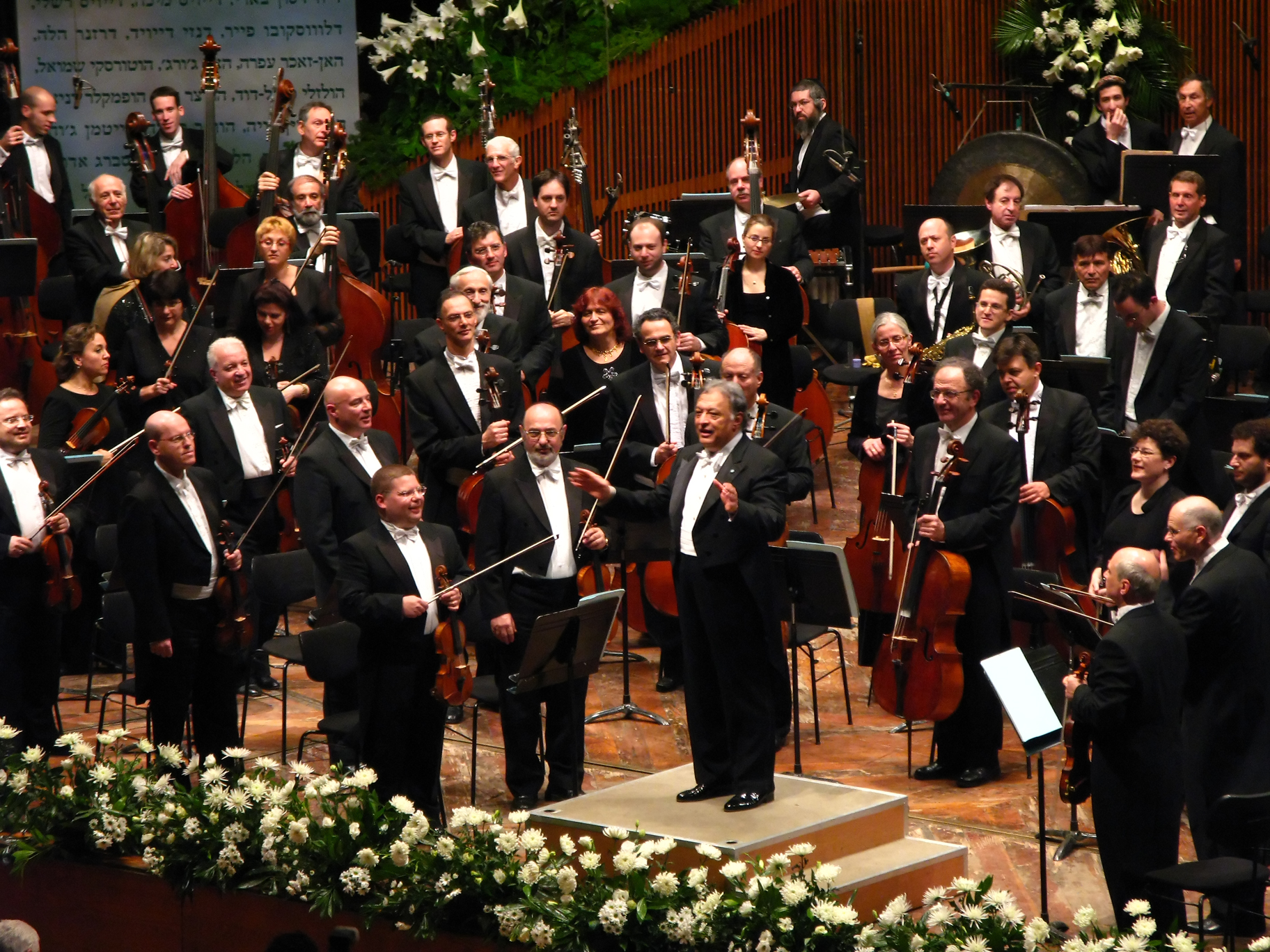
الإوركسترا الإسرائيلية خلال الاحتفال بالذكرى ال70 لتأسيسها

الأوركسترا الإسرائيلية في تل أبيب (بالعبرية:התזמורת הפילהרמונית הישראלית) إحدى أشهر الفرق السيمفونية في إسرائيل، تعرف غالبا باسم الأوركسترا الإسرائيلية,أسسها عازف الكمان برنسلو هابرمان عام 1936م تحت مسمى الأوركسترا الفلسطينية. تكونت أساسا من الموسيقيين اليهود الذين تم الاستغناء عن خدماتهم في أوروبا خلال الحقبة النازية. أقامت الأوركسترا أول حفلة موسيقية لها في تل أبيب في 26 ديسمبر عام 1936م, تعاونت الفرقة مع العديد من الملحنين العالميين كالملحن الروسي ليونارد برنستاين.
عام 1971 قامت الفرقة باول جولة لها إلى ألمانيا، وتحيي الفرقة حاليا العديد من الحفلات في أنحاء العالم.

## وصلات خارجية
- الأوركسترا الإسرائيلية على موقع IMDb (الإنجليزية)
- الأوركسترا الإسرائيلية على موقع الموسوعة البريطانية (الإنجليزية)
- الأوركسترا الإسرائيلية على موقع ميوزك برينز (الإنجليزية)
- الأوركسترا الإسرائيلية على موقع أول ميوزيك (الإنجليزية)
- الأوركسترا الإسرائيلية على موقع ديسكوغز (الإنجليزية)

- الموقع الإلكتروني للأوركسترا الإسرائيلية